# آقامحمدابراهیم امین‌السلطان
آقا ابراهیم گرمرودی ملقب به امین‌السلطان (درگذشته رمضان ۱۳۰۰ هجری قمری - / ۱ مرداد ۱۲۶۲ هجری شمسی) فرزند زال بیک گرجی بود. وی از درباریان گرجی ایران در دوران ناصرالدین‌شاه، وزیر داخلهٔ دربار و پدر میرزاعلی‌اصغر اتابک بود.

## زندگی و مناصب
ابراهیم و برادرش حسین دو طفل زال بیک ارمنی بودند که از اسراء تفلیس بود که در کودکی یتیم و بی کفیل شدند. ابراهیم چندی در خانه سام خان ارمنی که در ارک تهران منزل داشت خانه شاگرد بود و چون کچل و کثیف بود به خدمات پست اشتغال داشت. چند سالی که از عمرش گذشت و سنش به خانه شاگردی مناسبت نمی‌کرد، کسانش او و برادرش به دکان کفش دوزی سپردند. در پیش استاد مزدوری و با اجرت مختصر امرار معاش می‌کردند. وقتی ناصرالدین میرزا ولیعهد به حکمرانی آذربایجان مامور شد (۱۲۶۳ هـ ق - ۱۲۲۶ هـ ش) اسکندربیک عموی این دو طفل که در دستگاه ولیعهد سقاباشی بود و آبدارخانه بر عهده وی بود برادرزاده‌های خود را در سلک عمله آبدارخانه به تبریز برد. حسین مبتلا به دائم الخمری شد و در نوکری دوام نیاورد ولی آقا ابراهیم با وجود اینکه به‌کلی بی سواد بود اما آدم زیرک و مراقب کار خود و جز به صرفه جویی و ذخیره نقد و جنس چیزی به خاطر نمی‌گذراند و اهتمام داشت در زی کسبه بی تجمل نوکری زندگی کند. به نحوی که همسرش به این شرایط تحمل نکرد و از دنیا رفت. زن دیگری خواست از خانه تنباکو فروشی که عهد مودت داشتند و گویا تقدیر این زن را برای او خلق کرده بود. در قناعت و لئامت و صرفه جویی بالادست شوهر را گرفت. بالجمله آقاابراهیم را زیرکی و چالاکی و مواظبت شبانه روزی در خدمت شاه مقامی داد.
اینکه می‌گویند، امین‌السلطان، از احفاد لاچین‌خان گرجی بوده و عباس میرزا، نائب‌السلطنه، خدمات او را در نظر گرفته، و در نامه‌ای سفارش زیاد باولاد و اعقاب خود کرده که همیشه از بازماندگان او توجه زیاد بشود، به‌ نظر می‌آید که نامه مزبور، باید ساخته و پرداخته امین‌السلطان، پدر و یا پسر، بوده باشد.
در سال ۱۲۸۶ قمری (۱۲۴۸ خورشیدی)، که عنوانش آبدارباشی خاصه بود، ملقب به لقب امین‌السلطان و در سال ۱۲۸۸ ق. (۱۲۵۰ خورشیدی) به سمت صاحب‌جمعی منصوب شد. در سال ۱۲۹۴ ه‍.ق. (۱۲۵۶ خورشیدی) عضو دارالشورای کبرای دولتی گردید، و لقب و عنوان جنابی هم باو داده شد. و این ادارات و وزارتخانه‌ها به‌تدریج زیر نظر او قرار گرفت: صندوق خانه – شترخانه – انبار غله مرکزی ـ ضرابخانه ـ ساختمان‌ها – باغات – قنوات – وزارت گمرک و خزانه و به‌طور کلی هر وزارت و اداره ناندار و پرسودی که بود رسماً در اداره خود داشت و کمتر کاری، در دستگاه دولت، می‌گذشت که نظر او در آن مداخله نداشته باشد.
امین‌السلطان در سفر اول خراسان در سال ۱۲۸۴ (۱۲۴۶ خورشیدی) و سفر گیلان ۱۲۸۶ (۱۲۴۸ خورشیدی) از همراهان ناصرالدین‌شاه و یا به اصطلاح از ملتزمین رکاب شاه بوده و دقیقه‌ای از او منفک نمیشده است.
وی پس از همراهی با ناصرالدین‌شاه در دو سفر خارجی (۱۲۵۲ و ۱۲۵۷ خورشیدی) به مناصب زیر منصوب شد:
- فرماندهی فوج سوادکوه: پس از مرگ سرهنگ فوج سوادکوهی پسرش که طبق قانون ایران باید به جای او برقرار می‌شد خردسال بود.
- قراولی عمارت سلطنتی
- حکمرانی قریه تجریش شمیران پس از فوت محمدعلی‌خان تجریشی پدر جیران
- حکومت ری و تولیت زاویه مقدسه پس از فوت متولی‌باشی حضرت عبدالعظیم
- خزانه داری دولت پس از دوست‌محمد معیرالممالک
- ریاست ایلات حول و حوش تهران و فرماندهی سوار این ایلات
- کوره‌های آجر و گچ و آهک پزی تهران و مالیات آن‌ها
- بنائی و تعمیرات بعض عمارات جدید البنا ییلاقات و عمارت اندرون پادشاهی به مباشرت
- واگذاری دارالضرب: در این منصب وی تصمیم گرفت از وزن مسکوکات طلا بکاهد و عیار آن را کاهش دهد و محدودیت ضرب پول مس برداشته شود. این کار موجب صدمه به امور مالی کشور گردید.

امین‌السلطان در شوال ۱۲۹۹ ه‍.ق. (مرداد ۱۲۶۱) وزیر مالیه و در ذیحجه ۱۲۹۹ ه‍.ق. (مهر ۱۲۶۱) علاوه بر سایر مشاغل به وزارت دربار نیز انتخاب گردید.

## بناهای احداث یا تجدید شده
تأسیسات و بناهای احداث شده توسط او شامل موارد زیر می باشد:
- میدان امین السلطان [نیازمند منبع]
- بازار امین السلطان[۱۱]
- مدرسه و صحن جدید و تزیین و تکمیل صحن عتیق و عمارت رواق مطهر و آئینه کاری آن و ساختن و برافراختن دو ماذنه در حرم شاه عبدالعظیم توسط امین‌السلطان اول و امین‌السلطان دوم[۱۲]
- عمارات و باغ نجف آباد (کیانشهر فعلی در کلان‌شهر تهران[۱۳]) که گرچه از دوران محمدشاه توسط حاجی میرزا آقاسی احداث شده بود ولی بدست امین‌السلطان زواید و اضافات بر اصل باغ و عمارت افزوده شده است.[۱۲]
- بنیاد عمارت ییلاقی در قریه شهرستانک (کرج) در سال ۱۲۹۵ هجری قمری (۱۲۵۷ خورشیدی) و در سال سی و دوم سلطنت ناصرالدین‌شاه[۱۴]
- ایجاد و بنیاد انبار غلّه و جنس در تهران در بین دو دروازه جدید و عتیق حضرت عبدالعظیم به گنجایش یکصدهزار خروار غلّه در سال ۱۲۹۷ قمری (۱۲۵۹ خورشیدی)[۱۵]
- انشاء و بناء عمارت اندرونی سلطنتی دارالخلافه موسوم به فرح‌آباد به طول ۱۲۰ ذرع و عرض ۱۰۲ ذرع مشتمل بر حایض و ریاض و جداول و زوایا و حمامها و تالارها و وثاقها و خلوتها، از بنلاد تا سرلاد تماما با آجر و ساروج و و سنگ در سال ۱۲۹۹ هجری قمری (۱۲۶۱ خورشیدی)[۱۵]
- بنیاد مدرسه جدید در قصبه حضرت عبدالعظیم واقع در غربی صحن شمالی[۱۶]
- تجدید قلعه اران خوار ری[۱۷]
- صحن جدید و ایوان بدیع حرم فاطمه معصومه توسط امین‌السلطان اول و تکمیل آن توسط امین‌السلطان دوم[۱۸]

## خصوصیات اخلاقی

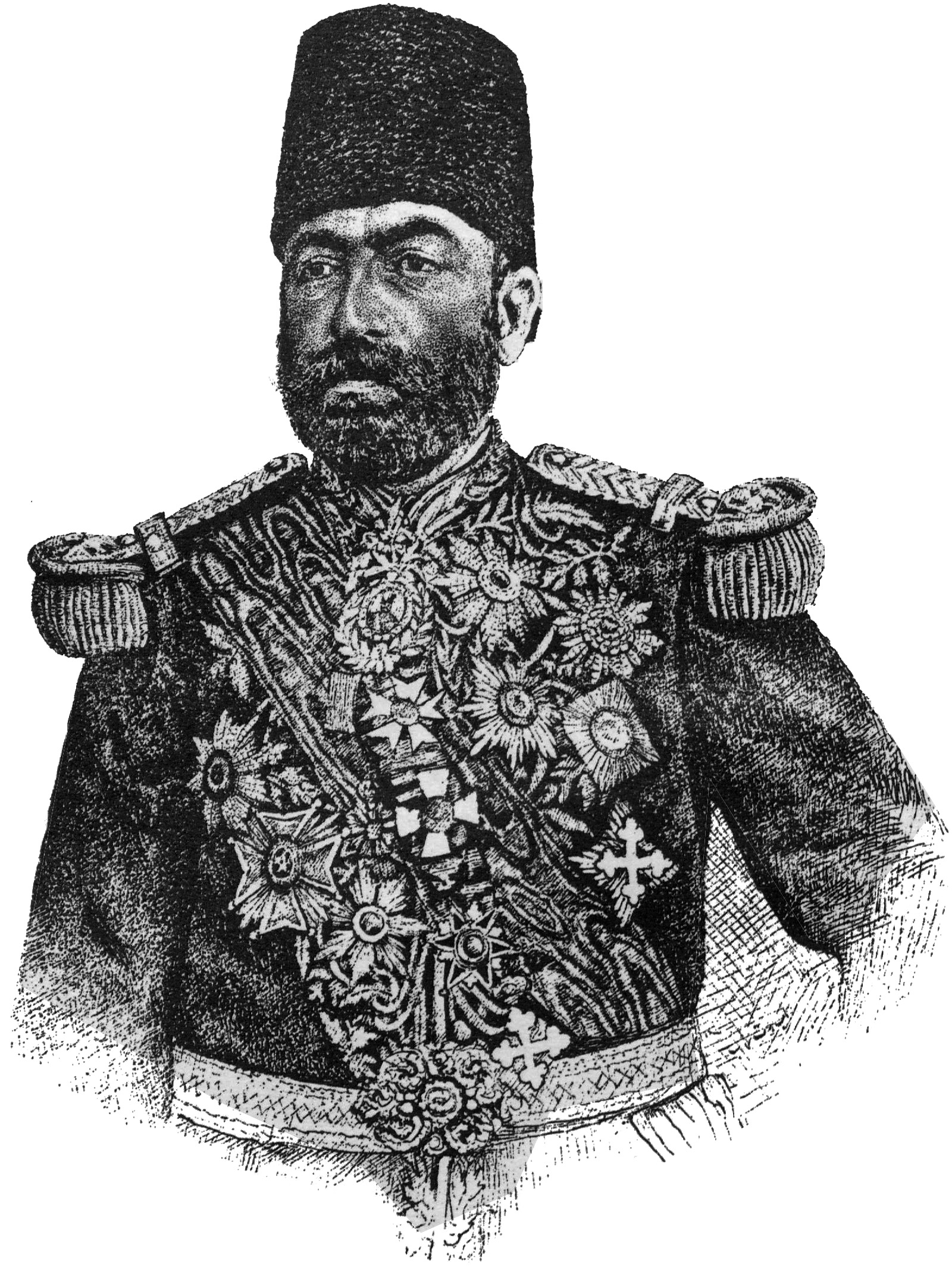
آقا ابراهیم امین‌السلطان (اثر ابوتراب غفاری)

آقا ابراهیم امین‌السلطان، در تمام مدت زندگانی خویش، مانند اکثر رجال این مملکت، از هر راهیکه باشد کمال مطلوب و همش فقط مصروف دو چیز بود: سودجوئی و حفظ مقام خود. نامبرده مردی بی‌سواد و امی بود لکن بسیار زرنگ – باهوش – عاقل – فعال – زحمتکش – پشت‌کاردار – مدیر – نقشه‌کش – مرتب و بانظم و ترتیب – مدبر – بدون تظاهر – طماع – حریص – پرکار – دقیق – صرفه‌جو – باعقل معاش – مال‌جمع‌کن – ساکت و آرام – کم‌حرف – قانع – بی‌تکلف – مردمدار – مآل‌بین و موقع‌شناس بوده است.

## درویش امین‌السلطان
این درویش شیادی بوده است که ادعای کیمیاگری داشته و آقاابراهیم امین‌السلطان را با همه زرنگی و رندی که داشت به دام خود انداخته بود و سال‌ها این سید درویش معروف بود به درویش امین‌السلطان. وی سال‌ها نزد امین‌السلطان به‌سر می برد و مبالغ زیادی از او و از امین‌السلطنه و مخصوصا از پسرش خازن‌الدوله به عنوان این که برای آن‌ها طلا می‌سازد اخذ نمود و سپس با آن پول‌ها به خراسان رفت و گوسفند زیادی خرید و به حشم‌داری اشتغال ورزید. و چون در این کار نیز موفق نشد زیانی از این بابت عاید وی گردید. چندی بعد ادعای امام‌زمانی کرد و مردم را به تبعیت خویش دعوت نمود و سرانجام برای این ادعا مردم او را کشتند.

## فرزندان
از او هفت پسر باین اسامی: آقا محمدعلی امین‌ حضرت – میرزا علی‌اصغرخان امین‌السلطان – میرزا اسماعیل امین‌الملک – محمدقاسم‌خان وکیل‌السلطنه – محمد حسنخان – مصطفی‌خان و محمودخان باقی ماند که لایقترین آنان میرزا علی‌اصغرخان امین‌السلطان دوم و پس از آن امین‌الملک بوده است. باستثنای آقا محمد علی امین حضرت، سایرین از یک مادر بوده‌اند.

## فوت امین‌السّلطان
امین‌السّلطان یکم، چندی پیش از سفر دوم ناصرالدّین‌شاه به خراسان (۱۲۶۲ خورشیدی)، به درد سینه و تب نوبه مبتلا و بستری شده‌بود ولی پس از انجام معالجات پزشکان دربار مانند دکتر تولوزان، میرزا ابوالقاسم نائینی، شیخ الاطباء، حکیم الممالک و غیره بهبود نسبی یافته‌بود. بااین‌حال، هر روز عصر، تب و صبحها، عرق کرده و بی حال می‌شد. هنگام سفر یادشده به خراسان، او هم همراه اردوی شاه بود. در روز جمعه آخر ماه شعبان ۱۳۰۰ قمری مطابق با ۱۵ تیر ۱۲۶۲، چون نشانگان سل (اختلال سینه و اشتداد سرفه) داشت، از شاه اجازه گرفت که از اردوی شاهی (مسیر ییلاقی و کوهستانی به‌سوی بجنورد) در بسطام جدا شده و از مسیر کاروان‌روی اصلی رهسپار خراسان شود. فردای همان روز، ناصرالدین‌شاه به عیادت امین‌السّلطان رفت؛ گویی که وداع واپسین باشد. سه‌شنبه ۱۸ رمضان ۱۳۰۰ قمری مطابق با ۲ مرداد ۱۲۶۲، در روستای فیروزه (بجنورد) به هنگام ناهار ملیجک خبر آورد که امین‌السّلطان فوت شده ولی گویا به شاه خبر داده‌نشده‌بود. در یکشنبه ۲۳ رمضان ۱۳۰۰ قمری مطابق با ۷ مرداد ۱۲۶۲، با وجودی که چند روز از مرگ امین‌السّلطان گذشته بود، شاه که در علی‌آباد (بجنورد) در باغ سهام‌الدوله منزل کرده و «اصرار می‌کرد که معلوم کند که نفهمیده است». در دوشنبه ۲۴ رمضان ۱۳۰۰ قمری مطابق با ۸ مرداد ۱۲۶۲، بعد از ناهار تلگرافی از سبزوار رسید که امین‌السلطان ۷ روز است مرده و جنازهٔ او بی‌غسل و کفن در داورزن افتاده عفونت برداشته‌است. شاه که از همان روز اول مطلع بود، «عمداً بنابر مصلحتی خود را به نادانی زده‌بود». ... بعد از تمجید زیاد از خدمات امین‌السّلطان مرحوم، لقب امین‌السّلطان و مناصب او را تماماً به امین‌الملک دادند.
شمس‌العلما عبدالرب آبادی ماده تاریخ فوت امین‌السلطان را انّی ابراهیم من شیعة علیّ یافته است.